# Městské muzeum Antonína Sovy
Městské muzeum Antonína Sovy je městské muzeum v Pacově. Sídlí v budově pacovského zámku.

## Historie

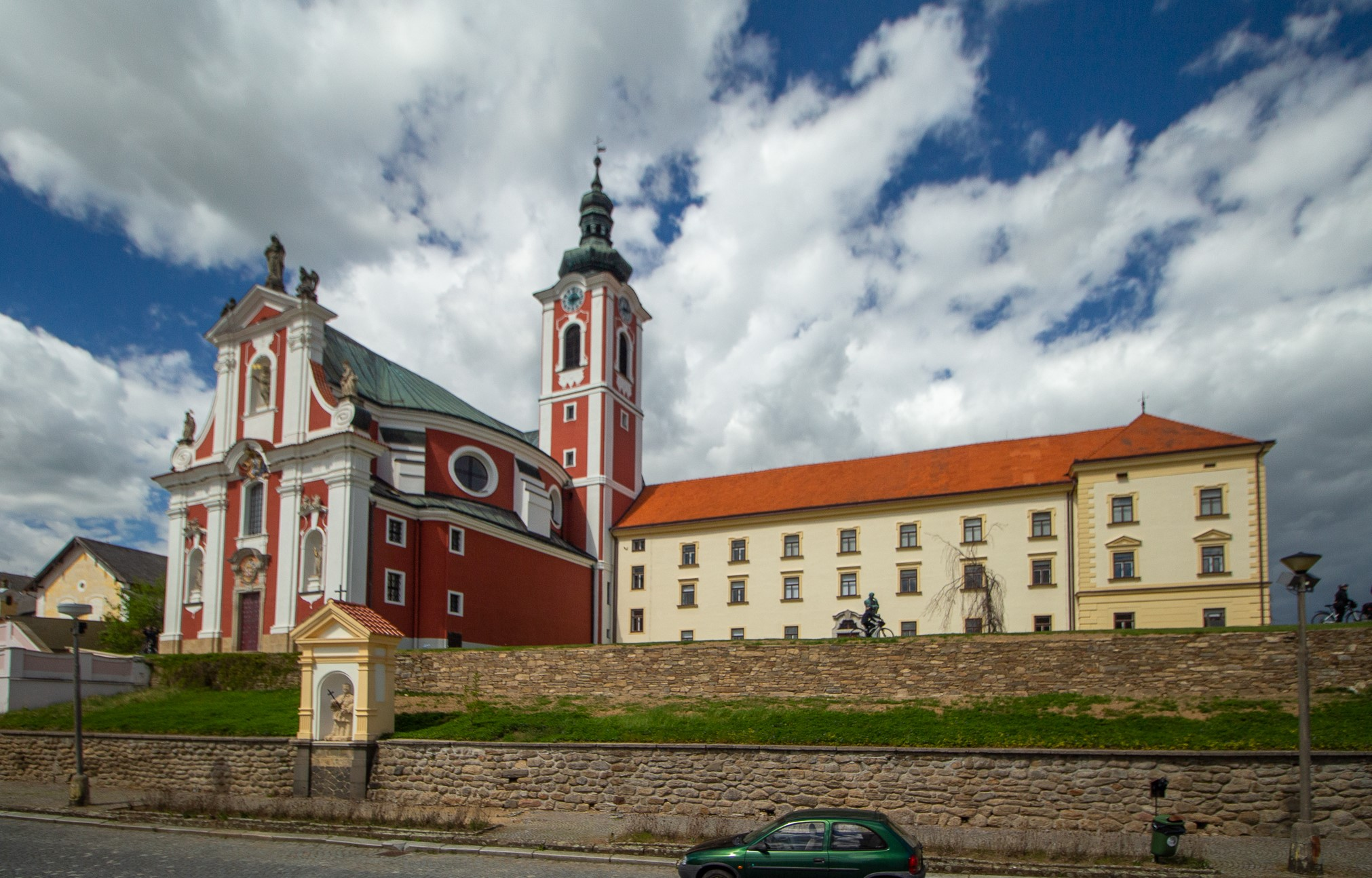
Pacovský zámek, sídlo muzea

Muzeum bylo založeno v roce 1908 historikem a profesorem Ferdinandem Pakostou, s pomocí kolegů a přátel získal do muzejních sbírek exponáty do prvních expozic. Muzeum mělo ve správě i městský archiv. Muzeum do roku 1917 sídlilo v budově radnice, po požáru v témže roce muselo opustit prostory radnice a jeho činnost se zastavila. Další rozvoj následoval až v době vedení muzea Janem Zoubkem, ten rozšířil sbírky a připravil nové expozice. Muzeum se dále rozvíjelo a v roce 2011 se přesunulo do budovy opraveného bývalého kláštera a zámku v Pacově.

## Expozice
V muzeu je několik různých stálých expozic. Součástí muzea bývají i krátkodobé výstavy, mimo jiné s výtvarnou a historickou tematikou. Některé výstavy jsou pořádány i v prostorách klášterního kostela sv. Václava.

### Historie Pacovska
Expozice nazvána Historie Pacovska se soustředí na dějiny Pacova od počátku osidlování až do 20. století. Součástí sbírky je mnoho sbírkových předmětů od pravěkých kamenných nástrojů přes gotické kachle a skříně až po barokní plastiky, řemeslnické a cechovní památka a historické sklo.

### Pacov a motocyklový sport
V dalších prostorách muzea je uvedena expozice s názvem Pacov a motocyklový sport, ta se věnuje motocyklům a motocyklovým závodům na Pacovském okruhu převážně v letech 1905 a 1906. Sbírky obsahují fotografie a historické motocykly. Další místnosti jsou věnovány motokrosovému sportu, veterán rallye a dalším sportovním akcím. V poslední místnosti této expozice jsou vystaveny trofeje Františka Hrobského.

### Život a dílo básníka Antonína Sovy
Další expozice se věnuje osobě Antonína Sovy, jmenuje se Život a dílo básníka Antonína Sovy. Expozice je věnována rodákovi, jsou uvedeny exponáty spojené se životem Antonína Sovy.

### Galerie akademického malíře Jana Autengrubera
Ve velkém sále je uvedena galerijní expozice s názvem Galerie akademického malíře Jana Autengrubera, uvádí obrazy pacovského rodáka a absolventa akademie v Mnichově.